# Flavien Joseph Melki
Flavien Joseph Melki (* 10. Oktober 1931 in Hassaké in Syrien) ist ein emeritierter Erzbischof der mit Rom unierten Syrisch-antiochenisch-katholischen Kirche und Großkanzler des syrisch-katholischen Patriarchats in Beirut (Libanon). Gleichzeitig ist er Kurienbischof des Patriarchen.

## Leben
Flavien Joseph Melki wurde am 17. Oktober 1954 zum Priester geweiht.
Am 24. Juni 1995 ernannte ihn Papst Johannes Paul II. zum Weihbischof in Antiochien und zum Titularbischof von Arethusa dei Siri. Die Bischofsweihe spendete ihm der Patriarch von Antiochien, Erzbischof Ignatius Antoine II. Hayek, am 30. Dezember 1995. Mitkonsekratoren waren der Erzbischof von Damaskus, Eustathe Joseph Mounayer, und der Erzbischof von Homs und spätere Patriarch, Ignatius Moussa I. Daoud. Am 25. Mai 1996 ernannte ihn Johannes Paul II. zum Titularerzbischof von Dara dei Siri, 1997 wurde er zum Kurienbischof ernannt. Am 10. Oktober 2011 nahm Papst Benedikt XVI. seinen altersbedingten Rücktritt an.
Melki war nicht nur Weihbischof und Großkanzler des Patriarchats in Beirut, sondern auch Sekretär des Heiligen Synods und Mitglied des ausführenden Komitees der Versammlung der Katholischen Bischöfe und Patriarchen im Libanon (Bischofskonferenz des Libanon). Er ist Mitglied des Rates der Kirchen im Vorderen Orient (Nah-Ost) und Repräsentant der syrisch-antiochenisch-katholischen Kirche. Außerdem ist er im Emirat von Katar vertreten und Präsident des sozialen Werkes St. Zacharie.
Melki hat das Waisenhaus „Home of Hope“ gegründet, das er immer noch leitet. Ferner ist er Gründer und Präsident der Vereinigung „Speranza“,  ein Seniorenheim für Priester und gläubige Katholiken.

## Eigene  Ansichten
Im August 2012 warnte Melki, der Islam könne Europa – vorangetrieben durch Vielehe und Kinderreichtum – binnen 50 Jahren erobern.